# لک‌لک شکافته‌نوک آفریقایی
لک‌لک شکافته‌نوک آفریقایی، شکافته‌نوک آفریقایی یا شکافته‌نوک سیاه (نام علمی: Anastomus lamelligerus) نام یک گونه از سردۀ لک‌لک‌های شکاف‌نوک است.